# Mezholezy u Horšovského Týna
Mezholezy (deutsch Meßhals) ist eine Gemeinde mit 145 Einwohnern in Tschechien. Sie liegt zwölf Kilometer nördlich von Horšovský Týn und gehört zum Okres Domažlice. Die Katasterfläche beträgt 1012 ha.

## Geographie
Das Dorf befindet sich in 437 m ü. M. rechts des Mezholezský potok, der am nordwestlichen Ortsrand im Mezholezský rybník (Herrenteich) gestaut wird. Im Süden, Westen und Osten wird Mezholezy von der bewaldeten Hügelkette der Sedmihoří (Siebenberge) umschlossen.
Nachbarorte sind Darmyšl im Nordwesten, Buková im Nordosten, Velký Malahov und Ostromeč im Osten, Semněvice im Südosten, Křakov im Süden, Mířkov im Südwesten sowie Vidice im Westen.

## Geschichte
Die erste schriftliche Erwähnung von Mezholezy erfolgte 1386, Besitzer war zu dieser Zeit Heinrich Trojan von Mezholezy und auf Tisová. Später kam das Dorf zur Herrschaft Horšovský Týn und war ab 1539 im Besitz des Geschlechtes der Lobkowitz. Seine Bewohner lebten von der Landwirtschaft und der Fischerei. Aus dem Jahre 1587 ist überliefert, dass Fische aus Mezholezy nach Bayern geliefert wurden. Die berní rula weist für Mizholez 13 Bauernwirtschaften aus. Die aus dem Siebenbergen kommenden Bäche waren in ca. 30 Teichen gestaut, die später zugunsten der Weidewirtschaft abgelassen wurde. 1757 bestand der Ort aus 14 Höfen. 1854 begann der Schulunterricht im Dorf, zuvor besuchten die Kinder sie Dorfschule in Hochsemlowitz. 1876 entstand ein eigenes Schulhaus und 1899 wurde ein weiteres Schulgebäude eingeweiht. Gepfarrt war Meßhals nach Hochsemlowitz, im Ort bestand eine Kapelle. 1903 lebten 158 Menschen in dem Dorf. Im Jahre 1920 wurde der damals 70 ha große Herrenteich wieder angestaut.
1930 hatte Meßhals 152 Einwohner. Nach der Vertreibung der deutschen Bevölkerung wurden Tschechen aus Wolhynien angesiedelt. Bis 1960 gehörte das Dorf zum Okres Horšovský Týn und kam dann zum Okres Domažlice. Zur Unterscheidung von der gleichnamigen Gemeinde Mezholezy bürgerte sich auch die Bezeichnung Mezholezy (dříve okres Horšovský Týn) (übersetzt: Mezholezy (früher Bezirk Horšovský Týn)) ein.
Nach dem Münchner Abkommen wurde Meßhals dem Deutschen Reich zugeschlagen und gehörte bis 1945 zum Landkreis Bischofteinitz.

## Gemeindegliederung
Die Gemeinde Mezholezy besteht aus den Ortsteilen und Katastralbezirken Buková (Mukowa) und Mezholezy (Meßhals).

## Sehenswürdigkeiten
- neogotische Kapelle der Kreuzerhöhung, erbaut im 18. Jahrhundert und 1895 neu geweiht
- Marterl am Dorfplatz
- Gehöfte im südböhmischen Bauernbarock mit historischen Speichern
- Mezholezský rybník mit einer Wasserfläche von 38 ha
- Naturlehrpfad Sedmihoří
- Kapelle in Buková